# Antequera (djur)
Antequera är ett släkte av fjärilar. Antequera ingår i familjen fransmalar.
Kladogram enligt Catalogue of Life:
| Antequera | \| \| Antequera acertella \| \| \| \| \| \| Antequera exstimulata \| \| \| \| |
|           | \| \| Antequera acertella \| \| \| \| \| \| Antequera exstimulata \| \| \| \| |
|           | Antequera acertella                                                           |
|           |                                                                               |
|           | Antequera exstimulata                                                         |
|           |                                                                               |